# Leo Trepp
Pour les articles homonymes, voir Trepp.
Leo Trepp, né le 4 mars 1913 à Mayence et mort le 2 septembre 2010 à San Francisco, est un rabbin germano-américain et un important érudit juif américain, professeur de théologie et engagé dans la vie politique.

## Formation
Après avoir passé son Abitur 1931 au “Gymnasium am Kurfürstlichen Schloss” à Mayence, Leo Trepp a étudié la philosophie et la philologie à l'Université de Francfort et l'Université de Berlin. Il est diplômé en 1935 avec une thèse sur « Taine, Montaigne, Richeome. Votre point de vue sur la religion et l'église. Ein Beitrag zur französischen Wesenskunde» comme Dr. phil. à l'Université de Wurtzbourg. Apres un concomitante formation rabbinique en 1936 au « Collège des études juives à Berlin » il était le dernier rabbin encore en vie à avoir officié sous le nazisme, à la synagogue d'Oldenbourg et à celle de la Rykestrasse à Berlin, rouverte en 2007.

« Les psaumes sont uniques parmi les livres de la Bible. Dans tous les autres livres, Dieu parle à l’homme. Dans celui-ci, l’âme humaine répond. Et cette réponse parcourt toute la gamme des émotions… Dans les Psaumes, nous trouvons tous les enseignements de la Tora et des prophètes maintenant répétés par l’homme qui en a fait les siennes… Même lorsqu’il s’exprime à la première personne, le psalmiste ne parle pas uniquement pour lui-même. C’est le « Je » de la Maison d’Israël qu’il veut signifier ou celui de l’humanité prise comme un tout. Parce que le point de vue du psalmiste est universel »

— Leo Trepp, Le livre des psaumes - Morim